# Остерозеро
Остерозеро — пресноводное озеро на территории Чёбинского сельского поселения Медвежьегорского района Республики Карелии.

## Общие сведения
Площадь озера — 10 км², площадь водосборного бассейна — 214 км², располагается на высоте 115 метров над уровнем моря.
Котловина тектонического происхождения.
Форма озера лопастная, продолговатая: оно почти на двадцать километров вытянуто с северо-запада на юго-восток. Берега изрезанные, каменисто-песчаные, местами заболоченные.
В озеро впадают четыре ручья. Из юго-восточной оконечности озера вытекает река Остёр, приток Кумсы, впадающей в Онежское озеро.
С разных сторон в Остерозеро впадают ручьи и протоки, вытекающие из четырёх озёр:
- Сайозеро
- Вожема
- Поштозеро
- Большое Пергенеламби

На озере 25 безымянных островов общей площадью 0,13 км², рассредоточенных по всей площади водоёма.
Рыба: плотва, окунь, сиг, ряпушка, корюшка, щука, лещ, налим, ёрш.
У северо-западной оконечности водоёма проходит автодорога местного значения 86К-165 («Чёбино — Паданы — Шалговаара — Маслозеро»).
Населённые пункты вблизи водоёма отсутствуют.
Код объекта в государственном водном реестре — 01040100611102000018770.

## Панорама

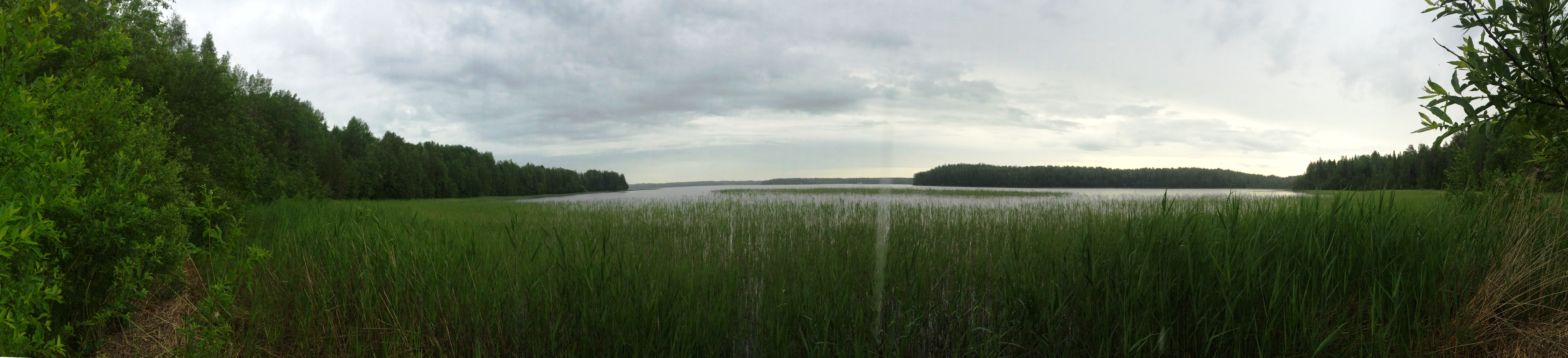
Панорама